# 617e Squadron RAF

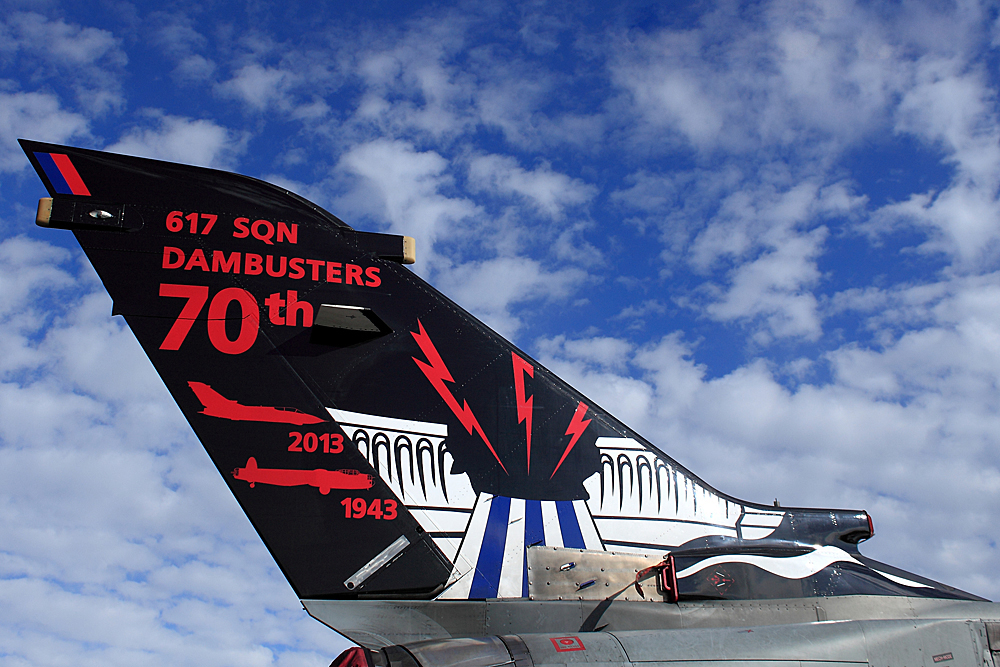
staart van een Tornado GR.4 van het squadron in 2013

Het 617e Squadron RAF is een eskader van de Royal Air Force (RAF). Momenteel gestationeerd in Marine Corps Air Station Beaufort in de Verenigde Staten. Het eskader is vooral bekend onder de naam Dambusters vanwege de acties tijdens Operatie Chastise tegen de Duitse dammen in de Tweede Wereldoorlog. Op dit moment vliegen ze met de Lockheed Martin F-35 Lightning II.

## Geschiedenis

### Interbellum
Voor de periode van april tot september 1939 zou in de Flying Units of the RAF het 617 eskader genoemd staan met als eenheidsidentificatie code "MZ", hoewel het eskader toen feitelijk nog niet bestond.

### Tweede Wereldoorlog

#### Operatie Chastise
Op 21 maart 1943 werd in het grootste geheim op de basis van RAF Scampton het 617e Squadron gevormd. Dit eskader werd gevormd door personen van zowel RAF, Royal Canadian Air Force (RCAF), Royal Australian Air Force (RAAF) en Royal New Zealand Air Force (RNZAF). Zij hadden één specifiek doel: een aanval uitvoeren op drie grote dammen, die het Ruhrgebied voorzien van water en elektriciteit, namelijk de Möhne-, Eder-, Sorpedammen alsmede de kleinere Lister-, Schwelme- en Ennepedammen. Het plan kreeg als codenaam Operation Chatise en werd op 17 mei 1943 uitgevoerd. Het eskader had een tactiek bedacht om de "Stuiterbom" van Barnes Wallis te kunnen gebruiken. Deze tactiek werd eerst uitgetest op de dammen van de Upper Derwent Valley. De torens op deze dammen waren bijna identiek aan de torens op de dammen in Duitsland. Voor deze operatie waren 19 Avro Lancaster-bommenwerpers nodig. Op 16 mei 1944 om 21:30 startte de eerste Lancaster. In totaal namen er 19 toestellen aan deel. Gibson leidde vanuit zijn Lancaster ED932 AJ-G een formatie van negen toestellen naar de Möhnedam, het voornaamste doel. Een formatie van vijf Lancasters vloog naar de Sorpedam. Een derde formatie werd in reserve gehouden om door Gibson op elk gewenst moment te kunnen worden ingezet tegen een doel dat nog niet voldoende aandacht had gekregen. Van de 19 opgestegen Lancasters keerden er acht niet terug.
De eerste commandant van het eskader was Wing Commander Guy Gibson, hij werd gekroond met het Victoria Cross voor zijn aandeel in de aanval. Om het succes van zijn aanval op de Möhne dam aan HQ in Grantham te laten weten, stuurde Gibson het woord "Nigger". Dat was de naam van zijn zwarte labrador, die dezelfde dag nog werd aangereden door een auto. Na deze aanval werd Gibson op non-actief gezet (door zijn hoge aantal uitgevoerde aanvallen) en ging op een publiciteitstoer. George Holden werd de nieuwe Commanding Officer (CO) in juli. Tijdens zijn vierde missie (Operation Garlic) in september 1943 werd hij neergeschoten en stierf. Na zijn overlijden nam Harold Brownlow "Mick" Martin tijdelijk het commando over voordat Leonard Cheshire de nieuwe CO werd.

#### De aanvallen op Tirpitz
De Tirpitz werd niet alleen beschadigd door de mini-onderzeeërs van de Royal Navy maar vooral door de aanvallen van de bommenwerpers. Deze werden gelanceerd vanaf vliegdekschepen van de Fleet Air Arm. Deze aanvallen konden de Tirpitz echter niet doen zinken. Het 9e en 617e Squadron kregen de taak om de Tirpitz aan te vallen met Tallboy bommen. Op 15 september 1944 raakte de bommenwerpers het bak, waardoor het schip niet meer zeewaardig was. De Tirpitz ging daarom in het Tromsø fjord tijdelijk voor anker voor reparatie. Hierdoor deed het dienst als drijvende batterij. De fjord lag binnen het bereik van bommenwerpers vanuit Schotland. In oktober werden nieuwe aanvallen uitgevoerd maar de bewolking verkleinde de kans om het doel te raken. Uiteindelijk op 12 november 1944, vielen de twee squadrons de Tirpitz een laatste keer aan. De eerste bommen miste hun doel, maar de volgende waren voltreffers. De magazijnen ontplofte en haar "C" kanonnen vielen overboord. Hierdoor stierven 1 000 van de 1 700 bemanningsleden. Alle aanvallen door de RAF op de Tirpitz werden geleid door Wing Commander J.B. "Willy" Tate, die Cheshire opgevolgd had als CO van het 617e squadron in juli 1944. Beide squadrons claimen dat zij de Tirpitz hebben doen zinken. De succesvolle bom, die de Tirpitz deed zinken, zou echter een Tallboy bom zijn vanuit het 9e Squadron Lancaster WS-Y (LM220) van Flying Officer Dougie Tweddle. F/O Tweddle kreeg voor zijn deelname in de operatie tegen de Tirpitz het Distinguished Flying Cross.
Tijdens de Tweede Wereldoorlog voerde het squadron 1 599 operaties uit en verloor 32 vliegtuigen.

## Vliegtuigen & Crew "Chastise"

### Eerste golf
| | Naam                                                 | Status       | Notitie                                               |
| --- | ---------------------------------------------------- | ------------ | ----------------------------------------------------- |
| Piloot | Wing Commander Guy Penrose Gibson                    | Teruggekomen | Kreeg na de missie: Victora Cross                     |
| Navigator | Pilot Officer Torger Harlo Taerum (RCAF)             | Teruggekomen | Kreeg na de missie: Distinguised Flying Cross         |
| Bommenrichter | Pilot Officer Frederick Michael Spafford (RAAF)      | Teruggekomen | Kreeg na de missie: Distinguised Flying Cross         |
| Boordwerktuigkundige | Sergeant John Pulford                                | Teruggekomen | Kreeg na de missie: Distinguished Flying Medal        |
| Marconist | Flight Lieutenant Rober Edward George Hutchinson     | Teruggekomen | Kreeg na de missie: Bar op Distinguished Flying Cross |
| Neusschutter | Flight Sergeant Andrew Deering (RCAF)                | Teruggekomen | Kreeg na de missie: Distinguished Flying Cross        |
| Staartschutter | Flight Lieutenant Richard Algenon Dacre Trever-Roper | Teruggekomen | Kreeg na de missie: Distinguished Flying Cross        |
| Missie noties |                                                      |              |                                                       |
| Vertrokken: 16/05/1943 om 21:39 - Gibson viel de dam aan op 17/05/1943 om 00:28 - Zijn bom werd te vroeg gelost en kon geen breuk in de dam maken Terugkomst: 17/05/1943 om 04:15 Duur van de missie: 6 uur 36 minuten |                                                      |              |                                                       |

| | Naam                                            | Status         | Notitie |
| --- | ----------------------------------------------- | -------------- | ------- |
| Piloot | Flight Lieutenant John Vere Hopgood             | Gesneuveld     |         |
| Navigator | Flying Officer Ken Ernshaw (RCAF)               | Gesneuveld     |         |
| Bommenrichter | Flight Sergeant James W Fraser (RCAF)           | Krijgsgevangen |         |
| Boordwerktuigkundige | Sergeant Charles Brennan                        | Gesneuveld     |         |
| Marconist | Sergeant John W Minchin                         | Gesneuveld     |         |
| Neusschutter | Pilot Officer George Henry Ford Goodwin Gregory | Gesneuveld     |         |
| Staartschutter | Pilot Officer Anthony Fisher Burcher (RAAF)     | Krijgsgevangen |         |
| Missie noties |                                                 |                |         |
| Vertrokken: 16/05/1943 om 21:39 - Hopgood werd in de vleugel getroffen door luchtafweergeschut op de heenweg naar de Möhnedam. - Om 00:32 werd het toestel geraakt door luchtafweer tijdens de aanval op de dam. - Bom werd te laat gedropt waardoor deze over de dam sprong en een elektriciteitscabine aan de overkant van de dam tot ontploffing bracht - Stortte 5 km verder neer in een veld - 5 gesneuvelden - 2 krijgsgevangen Terugkomst: Niet teruggekomen Duur van de missie: 2 uur 53 minuten |                                                 |                |         |

| | Naam                                            | Status       | Notitie                                               |
| --- | ----------------------------------------------- | ------------ | ----------------------------------------------------- |
| Piloot | Flight Lieutenant Harold Brownlow Morgan Martin | Teruggekomen | Kreeg na de missie: Distinguished Service Order       |
| Navigator | Flight Lieutenant Jack Frederick Leggo (RAAF)   | Teruggekomen | Kreeg na de missie: bar op Distinguished Flying Cross |
| Bommenrichter | Flight Lieutenant Robert Claude Hay (RAAF)      | Teruggekomen | Kreeg na de missie: bar op Distinguished Flying Cross |
| Boordwerktuigkundige | Pilot Officer Ivan Whittaker                    | Teruggekomen |                                                       |
| Marconist | Flying Officer Leonard Chambers (RNZAF)         | Teruggekomen | Kreeg na de missie: Distinguished Flying Cross        |
| Neusschutter | Pilot Officer Bertie Towner Foxlee (RAAF)       | Teruggekomen |                                                       |
| Staartschutter | Flight Sergeant Thomas Daryton Simpson (RAAF)   | Teruggekomen | Kreeg na de missie: Distinguished Flying Medal        |
| Missie noties |                                                 |              |                                                       |
| Vertrokken: 16/05/1943 om 21:39 - Martin viel als derde de Möhnedam aan - Miste de dam - Was tweede toestel dat terugkeerde Terugkomst: 17/05/1943 om 03:19 Duur van de missie: 5 uur 40 minuten |                                                 |              |                                                       |

| | Naam                                               | Status     | Notitie |
| --- | -------------------------------------------------- | ---------- | ------- |
| Piloot | Squadron Leader Henry Melvin Young                 | Gesneuveld |         |
| Navigator | Flight Sergeant Charles Walpole Roberts            | Gesneuveld |         |
| Bommenrichter | Flying Officer Vincent Sandford MacCausland (RCAF) | Gesneuveld |         |
| Boordwerktuigkundige | Sergeant Davind Taylor Horsfall                    | Gesneuveld |         |
| Marconist | Sergeant Lawrence William Nichols                  | Gesneuveld |         |
| Neusschutter | Sergeant Gordon Arthur Yeo                         | Gesneuveld |         |
| Staartschutter | Sergeant Wilfred Ibbotson                          | Gesneuveld |         |
| Missie noties |                                                    |            |         |
| Vertrokken: 16/05/1943 om 21:47 - Young viel de dam als vierde aan - De bom werd succesvol gedropt en zorgde voor een breuk in de dam - Op 17/05/1943 om 02:58 werden ze op terugweg neergeschoten boven de Nederlandse kust - Er waren geen overlevenden Terugkomst: Niet Duur van de missie: 5 uur en 11 minuten |                                                    |            |         |

| | Naam                                | Status       | Notitie                                         |
| --- | ----------------------------------- | ------------ | ----------------------------------------------- |
| Piloot | Flight Lieutenant David John Maltby | Teruggekomen | Kreeg na de missie: Distinguished Service Order |
| Navigator | Sergeant Vivian Nicholson           | Teruggekomen | Kreeg na de missie: Distinguished Flying Medal  |
| Bommenrichter | Pilot Officer John Fort             | Teruggekomen | Kreeg na de missie: Distinguished Flying Cross  |
| Boordwerktuigkundige | Sergeant William Hatton             | Teruggekomen |                                                 |
| Marconist | Sergeant Harold Thomas Simmonds     | Teruggekomen |                                                 |
| Neusschutter | Sergeant Victor Hill                | Teruggekomen |                                                 |
| Staartschutter | Sergeant Harold Thomas Simmonds     | Teruggekomen |                                                 |
| Missie noties |                                     |              |                                                 |
| Vertrokken: 16/05/1943 om 21:47 - Malby viel de dam als vijfde aan - Malby dropte zijn bom perfect en maakte een gat in de dam - Hierna werd het code woord "NIGGER" naar Grantham gestuurd om het succes te melden. - Was het eerste toestel dat kon landen Terugkomst: 17/05/1943 om 03:11 Duur van de missie: 5 uur 24 minuten |                                     |              |                                                 |

| | Naam                                            | Status     | Notitie |
| --- | ----------------------------------------------- | ---------- | ------- |
| Piloot | Squadron Leader Henry Eric Maudslay             | Gesneuveld |         |
| Navigator | Flying Officer Robert Alexander Urquhart (RCAF) | Gesneuveld |         |
| Bommenrichter | Pilot Officer Michael John David Fuller         | Gesneuveld |         |
| Boordwerktuigkundige | Sergeant John Marriott                          | Gesneuveld |         |
| Marconist | Warrant Officer Allen Preston Cottam            | Gesneuveld |         |
| Neusschutter | Flying Officer William John Tytherleigh         | Gesneuveld |         |
| Staartschutter | Sergeant Norman Rupert Burrows                  | Gesneuveld |         |
| Missie noties |                                                 |            |         |
| Vertrokken: 16/05/1943 om 21:47 - Maudslay viel de Eder dam aan tussen 01:30 en 02:00. - Hij viel als tweede de Eder dam aan. - Na twee gefaalde pogingen moest hij wachten op Shannon voordat hij opnieuw kon aanvallen. - Zijn bom sprong over de dam en ontplofte daar. - Er wordt aangenomen dat de explosie zijn toestel geraakt had. - Op de terugweg boven Emmerich werd het toestel om 02:35 neergeschoten - Er waren geen overlevenden. Terugkomst: Niet Duur van de missie: Ongeveer 4 uur 48 minuten |                                                 |            |         |

| | Naam                                       | Status       | Notitie                                         |
| --- | ------------------------------------------ | ------------ | ----------------------------------------------- |
| Piloot | Flight Lietenant David John Shannon (RAAF) | Teruggekomen | Kreeg na de missie: Distinguished Service Order |
| Navigator | Flying Officer Daniel Revie Walker (RCAF)  | Teruggekomen | Kreeg na de missie: Distinguished Flying Cross  |
| Bommenrichter | Flight Sergeant Leonard Joeph Sumpter      | Teruggekomen | Kreeg na de missie: Distinguished Flying Medal  |
| Boordwerktuigkundige | Sergeant Robert Jack Henderson             | Teruggekomen |                                                 |
| Marconist | Flying Officer Brian Goodale               | Teruggekomen |                                                 |
| Neusschutter | Sergeant Brian Jagger                      | Teruggekomen |                                                 |
| Staartschutter | Flying Officer Jack Buckley                | Teruggekomen | Kreeg na de missie: Distinguished Flying Cross  |
| Missie noties |                                            |              |                                                 |
| Vertrokken: 16/05/1943 om 21:59 - Shannon viel de Eder dam aan tussen 01:30 en 02:00 - Hij had vier pogingen nodig om in de juiste positie te komen voor dat hij zijn bom kon lossen - Hij kon niet in positie komen. Gibson beval te wachten op de poging van Maudslay. - Maudslay had twee pogingen nodig maar kon ook niet in positie komen. - Gibson wou dat Shannon een nieuwe poging ondernam - Deze keer lukt het wel om de bom te lossen en kwam tot ontploffing maar kon de dam niet doen scheuren. Terugkomst: 17/05/1943 om 04:06 Duur van de missie: 6 uur 7 minuten |                                            |              |                                                 |

| | Naam                                          | Status     | Notitie |
| --- | --------------------------------------------- | ---------- | ------- |
| Piloot | Flight Lieutenant William Astell              | Gesneuveld |         |
| Navigator | Pilot Officer Floyd Alkwin Wile (RCAF)        | Gesneuveld |         |
| Bommenrichter | Flying Officer Donald Hopkinson               | Gesneuveld |         |
| Boordwerktuigkundige | Sergeant John Kinnear                         | Gesneuveld |         |
| Marconist | Warrant Officer Abraham Garshowitz (RCAF)     | Gesneuveld |         |
| Neusschutter | Flight Sergeant Francis Anthony Garbas (RCAF) | Gesneuveld |         |
| Staartschutter | Sergeant Richard Bolitho                      | Gesneuveld |         |
| Missie noties |                                               |            |         |
| Vertrokken: 16/05/1943 om 21:59 - Astel vloog in een hoogspanningsmast in Duitsland om 00:15 - Er waren geen overlevenden. Terugkomst: Niet Duur van de missie: 2 uur 16 minuten |                                               |            |         |

| | Naam                                               | Status       | Notitie                                        |
| --- | -------------------------------------------------- | ------------ | ---------------------------------------------- |
| Piloot | Pilot Officer Leslie Gordon Knight (RAAF)          | Teruggekomen | Kreeg na de missie: Distinguished Flying Order |
| Navigator | Flying Officer Harold Sidney Hobday                | Teruggekomen | Kreeg na de missie: Distinguished Flying Cross |
| Bommenrichter | Flying Officer Edward Cuthbert Johnson             | Teruggekomen | Kreeg na de missie: Distinguished Flying Cross |
| Boordwerktuigkundige | Sergeant Raymond Ernest Grayston                   | Teruggekomen |                                                |
| Marconist | Flight Sergeant Robert George Thomas Kellow (RAAF) | Teruggekomen |                                                |
| Neusschutter | Sergeant Frederick E Sutherland (RCAF)             | Teruggekomen |                                                |
| Staartschutter | Sergeant Harry E O'Brien (RCAF)                    | Teruggekomen |                                                |
| Missie noties |                                                    |              |                                                |
| Vertrokken: 16/05/1943 om 21:59 - Knight viel de Eder dam aan tussen 01:30 en 02:00 - Knight was de derde die de Eder dam aanviel - Hij vloog een keer over om daarna de aanval in te zetten - Zijn bom raakte de dam perfect en zorgde dat deze brak - Hierna werd het code woord "DINGHY" naar Grantham gestuurd om het succes te melden Terugkomst: 17/05/1943 om 04:20 Duur van de missie: 6 uur 21 minuten |                                                    |              |                                                |

### Tweede golf
| | Naam                                             | Status       | Notitie                                         |
| --- | ------------------------------------------------ | ------------ | ----------------------------------------------- |
| Piloot | Flight Lieutenant Joseph Charles McCarthy (RCAF) | Teruggekomen | Kreeg na de missie: Distinguished Service Order |
| Navigator | Flying Officer Donald Arthur MacLean (RCAF)      | Teruggekomen | Kreeg na de missie: Distinguished Flying Medal  |
| Bommenrichter | Sergeant George Leonard Johnston                 | Teruggekomen | Kreeg na de missie: Distinguished Flying Medal  |
| Boordwerktuigkundige | Sergeant William Radcliffe                       | Teruggekomen |                                                 |
| Marconist | Flight Sergeant Leonard Eaton                    | Teruggekomen |                                                 |
| Neusschutter | Sergeant Ronald Batson                           | Teruggekomen |                                                 |
| Staartschutter | Flying Officer David Rodger (RCAF)               | Teruggekomen |                                                 |
| Missie noties |                                                  |              |                                                 |
| Vertrokken: 16/05/1943 om +/- 22:02 - McCarthy steeg ongeveer 34 minuten later op dan de rest van de eerste golf omdat hij moest switchen van toestel op het laatste moment. - Zijn oorspronkelijk toestel AJ-Q "Queenie" had een lek aan de koelvloeistof. - McCarthy viel de Sorpe dam aan om 00:46 maar kon geen breuk maken. Terugkomst: 17/05/1943 om 03:23 Duur van de missie: +/- 5 uur en 21 minuten |                                                  |              |                                                 |

| | Naam                                           | Status     | Notitie |
| --- | ---------------------------------------------- | ---------- | ------- |
| Piloot | Flight Lieutenant Robert Norman George Barlow  | Gesneuveld |         |
| Navigator | Flying Officer Philip Sidney Burgess           | Gesneuveld |         |
| Bommenrichter | Pilot Officer Alan Gillespie                   | Gesneuveld |         |
| Boordwerktuigkundige | Pilot Officer Samuel Leslie Whillis            | Gesneuveld |         |
| Marconist | Flying Officer Charles Rowland Williams (RCAF) | Gesneuveld |         |
| Neusschutter | Flying Officer Harvey Stirling Glinz (RCAF)    | Gesneuveld |         |
| Staartschutter | Sergeant Jack Robert George Liddell            | Gesneuveld |         |
| Missie noties |                                                |            |         |
| Vertrokken: 16/05/1943 +/- 21:28 - Barlow storten bij Haldern (Duitsland) neer om +/- 23:58 - Volgens berichtgeving vloog hij tegen hoogspanningskabels - Er waren geen overlevenden. Terugkomst: Niet Duur van de missie: +/- 2 uur 30 minuten |                                                |            |         |

| | Naam                                          | Status       | Notitie |
| --- | --------------------------------------------- | ------------ | ------- |
| Piloot | Flight Lieutenant John Leslie Munro (RNZAF)   | Teruggekomen |         |
| Navigator | Flying Officer Grant Rumbles                  | Teruggekomen |         |
| Bommenrichter | Sergeant James Henry Clay                     | Teruggekomen |         |
| Boordwerktuigkundige | Sergeant Frank Ernest Appleby                 | Teruggekomen |         |
| Marconist | Flying Officer Percy Edgar Pegeon (RCAF)      | Teruggekomen |         |
| Neusschutter | Sergeant William Howarth                      | Teruggekomen |         |
| Staartschutter | Flight Sergeant Harvey Alexander Weeks (RCAF) | Teruggekomen |         |
| Missie noties |                                               |              |         |
| Vertrokken: 16/05/1943 om +/- 21:28 - Het toestel werd geraakt boven de Nederlandse kust om 23:00. Munro blies zijn missie af wegens een totale elektrische storing. Terugkomst: 17/05/1943 om +/- 00:35 Duur van de missie: +/- 3 uur 7 min |                                               |              |         |

| | Naam                                      | Status     | Notitie |
| --- | ----------------------------------------- | ---------- | ------- |
| Piloot | Pilot Officer Vernon William Byers (RCAF) | Gesneuveld |         |
| Navigator | Flying Officer James Herbert Warner       | Gesneuveld |         |
| Bommenrichter | Pilot Officer Arthus Neville Whittaker    | Gesneuveld |         |
| Boordwerktuigkundige | Sergeant Alistair James Taylor            | Gesneuveld |         |
| Marconist | Sergeant John Wilkinson                   | Gesneuveld |         |
| Neusschutter | Sergeant Charles McAlister Jarvie         | Gesneuveld |         |
| Staartschutter | Flight Sergeant James McDowell (RCAF)     | Gesneuveld |         |
| Missie noties |                                           |            |         |
| Vertrokken: 16/05/1943 +/- 21:28 - Byers werd door luchtafweergeschut boven Texel (Nederland) neergehaald om 23:00 - Er waren geen overlevenden. Terugkomst: Niet Duur van de missie: +/- 1 uur 32 min |                                           |            |         |

| | Naam                                         | Status       | Notitie |
| --- | -------------------------------------------- | ------------ | ------- |
| Piloot | Pilot Officer Geoffrey Rice                  | Teruggekomen |         |
| Navigator | Flying Officer Ricard MacFarlane             | Teruggekomen |         |
| Bommenrichter | Warrant Officer John William Thrasher (RCAF) | Teruggekomen |         |
| Boordwerktuigkundige | Sergeant Edward Clarence Smith               | Teruggekomen |         |
| Marconist | Warrant Officer Chester Bruce Gowrie (RCAF)  | Teruggekomen |         |
| Neusschutter | Sergeant Thomas W Maynard                    | Teruggekomen |         |
| Staartschutter | Sergeant Stephen Burns                       | Teruggekomen |         |
| Missie noties |                                              |              |         |
| Vertrokken: 16/05/1943 om +/- 21:28 - Rice verloor zijn bommen boven de Nederlandse kust - Hij blies zijn missie af en keerde naar de basis Terugkomst: 17/05/1943 om +/- 00:46 Duur van de missie: +/- 3 uur 18 min |                                              |              |         |

### Derde golf
| | Naam                                 | Status                 | Notitie |
| --- | ------------------------------------ | ---------------------- | ------- |
| Piloot | Pilot Officer Warner H T Ottley      | Gesneuveld             |         |
| Navigator | Flying Officer Jack Kenneth Barrett  | Gesneuveld             |         |
| Bommenrichter | Flight Sergeant Thomas Barr Johnston | Gesneuveld             |         |
| Boordwerktuigkundige | Sergeant Ronald Marsden              | Gesneuveld             |         |
| Marconist | Sergeant Jack Guterman               | Gesneuveld             |         |
| Neusschutter | Sergeant Harry John Strange          | Gesneuveld             |         |
| Staartschutter | Sergeant Frank Tees                  | Krijgsgevangen genomen |         |
| Missie noties |                                      |                        |         |
| Vertrokken:17/05/1943 om +/- 00:03 - Ottley werd boven Hamm, Duitsland neergeschoten om ongeveer 03:35 - Er was maar 1 overlevende (Tees: die krijgsgevangen genomen werd) Terugkomst: Niet Duur van de missie: +/- 2 uur 32 minuten |                                      |                        |         |

| | Naam                                        | Status     | Notitie |
| --- | ------------------------------------------- | ---------- | ------- |
| Piloot | Pilot Officer Lewis Johnstone Burpee (RCAF) | Gesneuveld |         |
| Navigator | Sergeant Thomas Jaye                        | Gesneuveld |         |
| Bommenrichter | Flight Sergeant James Lamb Arthur (RCAF)    | Gesneuveld |         |
| Boordwerktuigkundige | Sergeant Guy Pegler                         | Gesneuveld |         |
| Marconist | Pilot Officer Leonard George Weller         | Gesneuveld |         |
| Neusschutter | Sergeant William Charles Arthur Long        | Gesneuveld |         |
| Staartschutter | Warrant Officer Joseph Gordon Brady (RCAF)  | Gesneuveld |         |
| Missie noties |                                             |            |         |
| Vertrokken: 17/05/1943 om +/- 00:03 - Burpee werd boven de luchthaven van Gilze-Rijen in Nederland neergeschoten om ongeveer 02:00 - Geen overlevende Terugkomst: Niet Duur van de missie: ongeveer 1 uur 57 min |                                             |            |         |

| | Naam                                         | Status       | Notitie                                         |
| --- | -------------------------------------------- | ------------ | ----------------------------------------------- |
| Piloot | Flight Sergeant Kenneth William Brown (RCAF) | Teruggekomen | Kreeg na de missie: Conspicuous Gallantry Medal |
| Navigator | Sergeant Dudley Percy Heal                   | Teruggekomen | Kreeg na de missie: Distinguished Flying Medal  |
| Bommenrichter | Sergeant Stefan Oancia (RCAF)                | Teruggekomen | Kreeg na de missie: Distinguished Flying Medal  |
| Boordwerktuigkundige | Sergeant Harry Basil Feneron                 | Teruggekomen |                                                 |
| Marconist | Sergeant Harry J Hewstone                    | Teruggekomen |                                                 |
| Neusschutter | Sergeant Daniel Allatson                     | Teruggekomen |                                                 |
| Staartschutter | Flight Sergeant Grant S MacDonald (RCAF)     | Teruggekomen |                                                 |
| Missie noties |                                              |              |                                                 |
| Vertrokken: 17/05/1943 om +/- 00:03 - Brown viel de Sorpe dam aan om 03:14 - Hij was het tweede en laatste toestel dat de dam raakte zonder succes Terugkomst: 17/05/1943 om 05:33 Duur van de missie: ongeveer 5 uur en 30 min |                                              |              |                                                 |

| | Naam                                       | Status       | Notitie                                         |
| --- | ------------------------------------------ | ------------ | ----------------------------------------------- |
| Piloot | Flight Sergeant William Clifford Townsend  | Teruggekomen | Kreeg na de missie: Conspicuous Gallantry Medal |
| Navigator | Pilot Officer Cecil Lancelot Howard (RAAF) | Teruggekomen | Kreeg na de missie: Distinguished Flying Medal  |
| Bommenrichter | Sergeant Charles Ernest Franklin           | Teruggekomen | Kreeg na de missie: Distinguished Flying Medal  |
| Boordwerktuigkundige | Sergeant Dennis John Dean Powell           | Teruggekomen |                                                 |
| Marconist | Flight Sergeant George Alexander Chalmers  | Teruggekomen | Kreeg na de missie: Distinguished Flying Medal  |
| Neusschutter | Sergeant Douglas Edward Webb               | Teruggekomen | Kreeg na de missie: Distinguished Flying Medal  |
| Staartschutter | Sergeant Raymond Wilkinson                 | Teruggekomen | Kreeg na de missie: Distinguished Flying Medal  |
| Missie noties |                                            |              |                                                 |
| Vertrokken: 17/05/1943 om +/- 00:03 - Townsend viel de Ennepe dam aan om 03:41. - De dam brak niet. - Het was het enige toestel dat de secundaire doelen aanviel. - Het was het laatste toestel dat teruggekomen is. Terugkomst: 17/05/1943 om 06:15 Duur van de missie: Ongeveer 6 uur 12 min |                                            |              |                                                 |

| | Naam                                  | Status       | Notitie |
| --- | ------------------------------------- | ------------ | ------- |
| Piloot | Flight Sergeant Cyril Thorpe Anderson | Teruggekomen |         |
| Navigator | Sergeant John Percival Nugent         | Teruggekomen |         |
| Bommenrichter | Sergeant John Gilbert Green           | Teruggekomen |         |
| Boordwerktuigkundige | Sergeant Robert Campbell Patterson    | Teruggekomen |         |
| Marconist | Sergeant William Douglas Bickle       | Teruggekomen |         |
| Neusschutter | Sergeant Eric Ewan                    | Teruggekomen |         |
| Staartschutter | Sergeant Arthur William Buck          | Teruggekomen |         |
| Missie noties |                                       |              |         |
| Vertrokken: 17/05/1943 +/ 00:03 - Viel de dam niet aan en kwam met bom terug Terugkomst: 17/05/1943 05:30 Duur van de missie: ongeveer 5 uur 27 min |                                       |              |         |

## Embleem
Het embleem werd door Koning George VI goedgekeurd. Hierop staat een gesprongen dam als herinnering aan "Chatise". Het eskader koos als motto "Après moi le déluge" (Nederlands:"Na mij de zondvloed") een uitspraak van Madame de Pompadour aan Koning Louis XV, na het verlies van de Slag bij Roßbach door de Fransen.

## Vliegtuigen
Lijst van de vliegtuigen die gebruikt zijn door het 617e Squadron.
- Avro Lancaster B.I/B.III (maart 1943 - juni 1945)
- Avro Lancaster V.II (FE) (juni 1945 - september 1946)
- Avro Lincoln B.II (september 1946 - januari 1952)
- English Electric Canberra B.2 (januari 1952 - april 1955)
- English Electric Canberra B.6 (februari 1955 - december 1955)
- Avro Vulcan B.1/B.1A (mei 1958 - juli 1961)

- Avro Vulcan B.2/B.2A (september 1961 - december 1981)
- Panavia Tornado GR1 (januari 1983 - april 1994)
- Panavia Tornado GR1B (april 1994 - 2002)
- Panavia Tornado GR4 (2002 - januari 2014)
- Lockheed Martin F-35B Lightning II (juni 2018 - heden)

Behalve de Avro Lancaster heeft het squadron ook nog een aantal DeHavilland Mosquito,s gehad voor zogenaamde Pathfinder doeleinden. Deze wierpen van lage hoogte merk fakkels op het doel, waarop de Lancaster s zich dan konden concentreren. Tevens heeft het squadron nog een tijdje een P 51 Mustang gebruikt, ook voor het Pathfinder werk. Dit toestel hadden ze min of meer te leen gekregen van een Amerikaanse eenheid.

## Commanding officers
De volgende personen stonden aan het hoofd van het 617e Squadron:

### 1943 - 1955
- maart 1943, Wing Commander G P Gibson
- augustus 1943, Wing Commander G W Holden
- september 1943 Squadron Leader H B Martin
- november 1943, Wing Commander G L Cheshire
- juli 1944, Wing Commander J B Tait
- december 1944, Wing Commander J E Fauquier
- april 1945, Wing Commander J E Grindon
- juni 1945, Wing Commander C Fothergill
- april 1946, Squadron Leader C K Saxelby
- mei 1947, Wing Commander C D Milne
- juli 1947, Squadron Leader C K Saxelby
- februari 1948, Squadron Leader P G Brodie
- mei 1950, Squadron Leader W H Thallon
- juni 1952, Squadron Leader M J O'Bryen-Nichols
- december 1952, Squadron Leader D Roberts
- mei 1954, Squadron Leader J A Ruck (Squadron ontbonden december 1955)

### 1958 - 1981
- mei 1958, Wing Commander D Bower[17] (Squadron hervormd met Vulcans)
- mei 1960, Wing Commander L G A Bastard
- december 1962, Wing Commander H G Currell
- maart 1965, Wing Commander D G L Heywood
- maart 1967, Wing Commander R C Allen
- maart 1969, Wing Commander C A Vasey
- maart 1971, Wing Commander F M A Hines
- oktober 1973, Wing Commander V L Warrington
- september 1975, Wing Commander R B Gilvary
- juli 1977, Wing Commander F Mason (korstondige aanstelling wegens ziekte)
- juli 1977, Wing Commander J N Stephenson-Oliver
- augustus 1979, Wing Commander J N Herbertson (Squadron ontbonden december 1981)

### 1983 - 2014
- januari 1983, Wing Commander A J Harrison (Squadron hervormd met Tornados)
- juni 1985, Wing Commander P J J Day
- januari 1988, Wing Commander N J Day
- mei 1990, Wing Commander R D Iveson
- maart 1993, Wing Commander J H Dickinson
- juli 1995, Wing Commander I L Dugmore
- maart 1998, Wing Commander G E Thwaites
- september 2000, Wing Commander D G Robertson
- juli 2003, Wing Commander A Monkman
- januari 2006, Wing Commander S P Rochelle
- januari 2008, Wing Commander D J E Cooper
- oktober 2010, Wing Commander K D Taylor
- oktober 2012, Wing Commander D S Arthurton (Squadron ontbonden 1 april 2014)

### 2018 - heden
- april 2018, Wing Commander J R Butcher (Squadron hervormd met Lockheed Martin F-35B Lightning II)[18]

## Trivia
- De zwarte labrador van Wing Commander Gibson was een tijdje de mascotte.

Actieve squadrons:
1 ·
2 ·
3 ·
4 ·
6 ·
7 ·
8 ·
9 ·
10 ·
11 ·
12 ·
13 ·
14 ·
16 ·
17 ·
18 ·
19 ·
20 ·
22 ·
23 ·
24 ·
27 ·
28 ·
29 ·
30 ·
31 ·
32 ·
33 ·
39 ·
41 ·
42 ·
43 ·
45 ·
47 ·
51 ·
54 ·
55 ·
56 ·
60 ·
70 ·
72 ·
78 ·
84 ·
99 ·
100 ·
101 ·
111 ·
120 ·
201 ·
202 ·
207 ·
208 ·
216 ·
230 ·
617 

Inactieve squadrons: 

5 ·
15 ·
21 ·
25 ·
26 ·
34 ·
35 ·
36 ·
37 ·
38 ·
40 ·
44 ·
46 ·
48 ·
49 ·
50 ·
52 ·
53 ·
57 ·
58 ·
59 ·
61 ·
62 ·
63 ·
64 ·
65 ·
66 ·
67 ·
68 ·
69 ·
73 ·
74 ·
76 ·
77 ·
79 ·
80 ·
81 ·
82 ·
83 ·
85 ·
86 ·
87 ·
88 ·
89 ·
90 ·
91 ·
92 ·
93 ·
94 ·
95 ·
96 ·
97 ·
98 ·
102 ·
103 ·
104 ·
105 ·
106 ·
107 ·
108 ·
109 ·
110 ·
112 ·
113 ·
114 ·
115 ·
116 ·
117 ·
118 ·
119 ·
122 ·
123 ·
124 ·
125 ·
126 ·
127 ·
128 ·
129 ·
130 ·
131 ·
132 ·
134 ·
135 ·
136 ·
137 ·
138 ·
139 ·
140 ·
141 ·
142 ·
143 ·
144 ·
145 ·
146 ·
147 ·
148 ·
149 ·
150 ·
151 ·
152 ·
153 ·
154 ·
155 ·
156 ·
157 ·
158 ·
159 ·
160 ·
161 ·
162 ·
163 ·
164 ·
165 ·
166 ·
167 ·
168 ·
169 ·
170 ·
171 ·
172 ·
173 ·
174 ·
175 ·
176 ·
177 ·
178 ·
179 ·
180 ·
181 ·
182 ·
183 ·
184 ·
185 ·
186 ·
187 ·
188 ·
189 ·
190 ·
191 ·
192 ·
193 ·
194 ·
195 ·
196 ·
197 ·
198 ·
199 ·
200 ·
203 ·
204 ·
205 ·
206 ·
209 ·
210 ·
211 ·
212 ·
213 ·
214 ·
215 ·
217 ·
218 ·
219 ·
220 ·
221 ·
222 ·
223 ·
224 ·
225 ·
226 ·
227 ·
228 ·
229 ·
231 ·
232 ·
233 ·
234 ·
235 ·
236 ·
237 ·
238 ·
239 ·
240 ·
241 ·
242 ·
243 ·
244 ·
245 ·
246 ·
247 ·
248 ·
249 ·
250 ·
251 ·
252 ·
253 ·
254 ·
255 ·
256 ·
257 ·
258 ·
259 ·
260 ·
261 ·
262 ·
263 ·
264 ·
265 ·
266 ·
267 ·
268 ·
269 ·
270 ·
271 ·
272 ·
273 ·
274 ·
275 ·
276 ·
277 ·
278 ·
279 ·
280 ·
281 ·
282 ·
283 ·
284 ·
285 ·
286 ·
287 ·
288 ·
289 ·
290 ·
291 ·
292 ·
293 ·
294 ·
295 ·
296 ·
297 ·
298 ·
299 ·
353 ·
354 ·
355 ·
356 ·
357 ·
358 ·
359 ·
360 ·
361 ·
510 ·
511 ·
512 ·
513 ·
514 ·
515 ·
516 ·
517 ·
518 ·
519 ·
520 ·
521 ·
524 ·
525 ·
526 ·
527 ·
528 ·
529 ·
530 ·
531 ·
532 ·
533 ·
534 ·
535 ·
536 ·
537 ·
538 ·
539 ·
540 ·
541 ·
542 ·
543 ·
544 ·
545 ·
546 ·
547 ·
548 ·
549 ·
550 ·
567 ·
569 ·
570 ·
571 ·
575 ·
576 ·
577 ·
578 ·
582 ·
586 ·
587 ·
595 ·
597 ·
598 ·
618 ·
619 ·
620 ·
621 ·
622 ·
623 ·
624 ·
625 ·
626 ·
627 ·
628 ·
629 ·
630 ·
631 ·
635 ·
639 ·
640 ·
644 ·
650 ·
651 ·
652 ·
653 ·
654 ·
655 ·
656 ·
657 ·
658 ·
659 ·
660 ·
661 ·
662 ·
663 ·
664 ·
665 ·
666 ·
667 ·
668 ·
669 ·
670 ·
671 ·
672 ·
673 ·
679 ·
680 ·
681 ·
682 ·
683 ·
684 ·
691 ·
692 ·
695

Commonwealth luchtmachteenheden aangesloten bij de RAF tijdens de Tweede Wereldoorlog

Australië – RAAF: 450 ·
451 ·
452 ·
453 ·
454 ·
455 ·
456 ·
457 ·
458 ·
459 ·
460 ·
461 ·
462 ·
463 ·
464 ·
466 ·
467

Canada – RCAF: 400 ·
401 ·
402 ·
403 ·
404 ·
405 ·
406 ·
407 ·
408 ·
409 ·
410 ·
411 ·
412 ·
413 ·
414 ·
415 ·
416 ·
417 ·
418 ·
419 ·
420 ·
421 ·
422 ·
423 ·
424 ·
425 ·
426 ·
427 ·
428 ·
429 ·
430 ·
431 ·
432 ·
433 ·
434 ·
435 ·
436 ·
437 ·
438 ·
439 ·
440 ·
441 ·
442 ·
443

Nieuw-Zeeland – RNZAF: 75 ·
485 ·
486 ·
487 ·
488 ·
489 ·
490

Squadrons die gevormd zijn voor niet-leden van de Commonwealth tijdens de Tweede Wereldoorlog

Verenigde Staten: 71 ·
121 ·
133 · Polen: 300 ·
301 ·
302 ·
303 ·
304 ·
305 ·
306 ·
307 ·
308 ·
309 ·
315 ·
316 ·
317 ·
318 ·
663 · Tsjecho-Slowakije: 310 ·
311 ·
312 ·
313 · Nederland: 320 ·
321 ·
322 · Frankrijk: 326 ·
327 ·
328 ·
329 ·
340 ·
341 ·
342 ·
343 ·
344 ·
345 ·
346 ·
347 · Noorwegen: 330 ·
331 ·
332 ·
333 ·
334 · Griekenland: 335 ·
336 · België: 349 ·
350 · Joegoslavië: 351 ·
352

Royal Auxiliary Air Force:

Speciale Reserve: 500 ·
501 ·
502 ·
503 ·
504 · Auxiliary Air Force: 600 ·
601 ·
602 ·
603 ·
604 · 
605 ·
606 ·
607 ·
608 ·
609 ·
610 ·
611 ·
612 ·
613 ·
614 ·
615 ·
616